# Oh Land
Nanna Øland Fabricius, född 2 maj 1985 i Köpenhamn, mer känd under sitt artistnamn Oh Land, är en dansk sångerska.

## Biografi

### Barndom och ungdom
Oh Land föddes i Köpenhamn, som dotter till Bendt Fabricius, en organist (inte att förväxla med kompositören Bent Fabricius Bjerre), och Bodil Øland, en operasångare. Hon är barnbarnsbarn till den lutherske missionären och etnografen Otto Fabricius, som publicerade Fauna Groenlandica 1780, de första zoologiska observationerna av Grönland.
Oh Land var tidigare elev på Den Kongelige Ballet i Köpenhamn och Kungliga baletten i Stockholm. Men en ryggradsfraktur som hon ådrog sig när hon halkade på en skiva satte stopp för hennes danskarriär, vilket så småningom fick henne att börja skapa musik. Hon flyttade till New York City i januari 2010 där hon bodde i stadsdelen Williamsburg i Brooklyn.

### 2008–2011: Debut, Fauna och Oh Land
Oh Lands debutalbum, Fauna, släpptes i hennes hemland Danmark den 10 november 2008 av det danska oberoende skivmärket Fake Diamond Records. För sitt eponyma uppföljningsalbum arbetade hon med producenterna Dan Carey, Dave McCracken och Lester Mendez. Albumet släpptes den 14 mars 2011 och nådde topp fem på den danska albumlistan. Det fungerade också som hennes debut i USA, där det släpptes den 15 mars 2011 av Epic Records, och nådde nummer 184 på Billboard 200-listan. En EP med samma namn släpptes tidigare den 19 oktober 2010 och innehöll fyra låtar från albumet i full längd. Den 7 april 2011 tilldelades hon utmärkelsen Brink of Fame: Music Artist vid NewNowNext Awards 2011.
Oh Land gjorde sin amerikanska tv-debut i The Late Show with David Letterman den 2 mars 2011 och hon gjorde sin singel "Sun of a Gun". Hon framförde den också på Jimmy Kimmel Live! den 24 mars 2011 och på The Late Late Show with Craig Ferguson den 25 maj. Oh Land turnerade i Nordamerika som förband för Orchestral Manoeuvres in the Dark i mars 2011, liksom för Sia på olika platser i Nordamerika på hennes We Are Born-turné i juli och augusti 2011. Hon öppnade också för Katy Perry på platser i Nordamerika för hennes California Dreams Tour i augusti 2011 och gick med i Perry igen i oktober och november på turnéns andra etapp i Storbritannien och Irland. Som skådespelerska hade Oh Land en roll som Sara i den danska psykologiska dramafilmen 2007 Hvid nat. Hennes sång "Speak Out Now" användes som tema för TV-serien Rita med början 2012.

### 2012–2013: Wish Bone
Den 20 maj 2013 släpptes "Renaissance Girls" som den ledande singeln från Oh Lands tredje studioalbum, Wish Bone. Albumet släpptes i Danmark den 16 september 2013 och i USA den 24 september via Dave Siteks skivmärke Federal Prism. Den andra singeln "Pyromaniac" släpptes den 2 september 2013.

### 2014: Skådespelare, Voice Junior och Earth Sick
Oh Land spelar också i den danska westernfilmen The Salvation (2014), som Marie, tillsammans med Mads Mikkelsen, Eva Green och Eric Cantona, som hade premiär vid Filmfestivalen i Cannes 2014 den 17 maj 2014.
Den 28 juni 2014 avslöjade Oh Land planer för sin fjärde skiva, som skulle spelas in i hennes lägenhet i Brooklyn och vara crowfunded i samarbete med PledgeMusic; en del av intäkterna skulle också doneras till Greenpeaces Save the Arctic-kampanj. Albumet fick slutligen titeln Earth Sick, och dess ledande singel "Head Up High" släpptes den 6 oktober 2014. Oh Land debuterade med "Head Up High" live den 23 september 2014 på Danmarks Voice Junior, som hon arbetar som tränare för. Musikvideon till "Head Up High" släpptes den 20 oktober 2014, med världspremiär på Nylons webbplats, som beskrev den som "en segerrik elektrojam med blinkande klockor och jordningsslagverk", och medan det kunde användas för att beskriva andra låtar, kände de att det nya spåret fortfarande visade Oh Lands utveckling och mognad som artist.   Nylon meddelade också att Earth Sick skulle släppas den 11 november 2014 på Oh Lands Tusk or Tooth-etikett. Den 27 oktober gjordes titelspåret från albumet för nedladdning för personer som hade förbeställt albumet på hennes hemsida, och dagen efter släpptes det som direkt nedladdningsspår för andra återförsäljare.

### Privatliv
År 2016 flyttade Oh Land tillbaka till Danmark. Hon gifte sig med konstnären och formgivaren Eske Kath 2013 på ett zoo i Danmark. Den 14 februari 2016 födde hon sin första son Svend i New York.  Familjen flyttade till Søborg, en nordlig förort till Köpenhamn, sedan Svend hade fötts. Ett separationstillstånd för paret utfärdades den 23 oktober 2018 av den danska regeringen. Den 12 augusti 2020 födde Oh Land sin andra son med sin pojkvän Adi Zukanović. Han namngavs för allmänheten som Moust; hans riktiga namn är fortfarande en familjehemlighet.

## Diskografi

### Album
- 2008 – Fauna
- 2011 – Oh Land
- 2013 – Wish Bone
- 2014 – Earth Sick
- 2019 – Family Tree

### EP
- 2010 – Oh Land

### Singlar
- 2008 - "Audition Day"
- 2009 - "Heavy Eyes"
- 2010 - "Sun of a Gun"
- 2011 - "Rainbow"
- 2011 - "White Nights"
- 2011 - "Life Goes On" (feat. Gym Class Heroes)
- 2011 - "Speak Out Now"
- 2013 - "Renaissance Girls"
- 2013 - "Pyromaniac"